# Südtiroler Bildungsautonomie
Unter der Südtiroler Bildungsautonomie werden eine Reihe von Gesetzen und Statuten verstanden, die der Südtiroler Bildungspolitik weitergehendere Autonomierechte einräumen, als sie anderen Provinzen Italiens gewährt werden. Hintergrund sind die geschichtliche Besonderheit Südtirols und seine kulturelle Eigenständigkeit, die im Rahmen der Autonomie Südtirols verfassungsrechtlich verankert wurden.

## Werdegang

### Das Erste Autonomiestatut von 1948
Mit dem Pariser Vertrag, dem sogenannten Gruber-De-Gasperi-Abkommen vom 5. September 1946, wurden Südtirol eine Reihe von Grundrechten zuerkannt: der Volks- und Mittelschulunterricht in der Muttersprache, die Gleichberechtigung der beiden Sprachen in öffentlichen Ämtern, die Gleichberechtigung bei der Zulassung zu öffentlichen Ämtern und das Recht, die deutschen Familiennamen wieder zu erwerben. Der Vertrag wurde zum Ersten Autonomiestatut, das mit Verfassungsgesetz Nr. 5 vom 28. Februar 1948 in Kraft trat.
Das Statut wurde nicht konsequent umgesetzt und die Erwartungen der Südtiroler enttäuscht. So kam es Ende der Fünfziger- und zu Beginn der Sechziger-Jahre in Südtirol zu großen Spannungen. Am 17. November 1957 propagierte Silvius Magnago auf Schloss Sigmundskron vor 35.000 Menschen das „Los von Trient“. 1960 wurde das Thema Südtirol vor der UNO in New York diskutiert. Im Juni 1961 gab es die berüchtigte Feuernacht. In der Südtiroler Volkspartei kristallisierten sich zwei Gruppierungen in Bezug auf das Schicksal Südtirols heraus: Die einen wollten das Selbstbestimmungsrecht durchsetzen, die anderen waren für eine weitgehende Autonomie. So war beim Parteitag der SVP vom 22. November 1969 in Meran nur eine knappe Mehrheit der Delegierten rund um Magnago für die neue Autonomie.

### Das Zweite Autonomiestatut von 1972
Das Zweite Autonomiestatut räumte der Provinz Bozen-Südtirol weitreichende Gesetzgebungsbefugnisse in unzähligen Sachbereichen ein. Es wurde nach jahrelangen Diskussionen, Meinungsverschiedenheiten und Streitigkeiten mit Dekret des Präsidenten der Republik Nr. 670 am 31. August 1972 genehmigt. Darin muss zwischen primären und sekundären Befugnissen unterschieden werden.
Bei den primären Befugnissen kann das Land eine Vielzahl von Sachbereichen durch eigene Gesetze regeln, muss sich aber an folgende Grenzen halten:
- die Verfassung,
- die Grundsätze der Rechtsordnung des Staates,
- die Achtung der internationalen Verpflichtungen,
- die nationalen Interessen und
- die grundlegenden Bestimmungen der wirtschaftlich-sozialen Reformen der Republik.[2]

Bei den sekundären oder konkurrierenden Befugnissen muss sich das Land zusätzlich zu den oben angeführten Grenzen noch an die in den Gesetzen des Staates festgelegten Grundsätze halten. In den Artikeln 8 und 9 des Statutes sind die Sachbereiche angegeben, in denen das Land primäre und sekundäre Gesetzgebungsbefugnis hat. Zu den 29 Bereichen mit primärer Befugnis zählen die Kindergärten, die Schulfürsorge, der Schulbau, Berufsertüchtigung und Berufsausbildung, zu den elf Materien mit sekundärer Befugnis der Unterricht in den Grund- und Sekundarschulen sowie das Lehrlingswesen. In den darauffolgenden Jahrzehnten wurde sehr intensiv an der Umsetzung dieses Statutes, das nur Grundsatzbestimmungen enthält, gearbeitet. Hunderte von Durchführungsbestimmungen, Landesgesetzen und Beschlüssen wurden erlassen. All diese Gesetze bewirkten unter anderem, dass 250 Schulen errichtet, im ganzen Lande Bibliotheken, Hochschulen, Theater und Konzertsäle gebaut, das Stipendienwesen und der Schülertransport ausgebaut, eine eigene Lehrerausbildung auf die Beine gestellt und alle Bildungsbereiche umfassend reformiert wurden.

## Bildungsbereiche mit primärer Gesetzgebungsbefugnis

### Kindergarten
Das Landesgesetz Nr. 36 vom 17. August 1976 regelt die Rechtsordnung des Kindergartens in Südtirol. Es definiert den Kindergarten als Einrichtung im vorschulischen Bereich für Kinder von drei bis sechs Jahren. Die Einschreibung ist freiwillig, der Besuch nur teilweise unentgeltlich. Die Eltern müssen eine Besuchsgebühr bezahlen, deren Höchstbetrag das Land festlegt. Die Führung der Kindergärten fällt in die Kompetenz der Gemeinden, das Land errichtet sie und bezahlt das pädagogische Personal. Auch kirchliche Einrichtungen oder Private können Kindergärten führen.
Die Zielsetzungen des Kindergartens bestehen laut diesem Gesetz in der Erziehung – ergänzend zu den Eltern –, der Entwicklung der kindlichen Persönlichkeit, der Betreuung und der Vorbereitung auf die Schule. Integration wurde ebenfalls großgeschrieben; der Kindergarten sah bereits ab 1976 Sonderkindergärten und integrierte Abteilungen vor. Dieses Bildungsgesetz von 1976 enthielt viele wichtige Neuerungen: die Einführung der Mitbestimmungsgremien, die Berufsbilder der Kindergärtnerinnen und der Kindergartenassistentinnen, die Pflichten der Eltern, die Errichtung eines eigenen Kindergarteninspektorates, den Pflichtstundenplan des Personals und die Regelung über die verwaltungsmäßige und finanzielle Führung der Landeskindergärten. Bereits im Artikel 19 des Autonomiestatutes wird bestimmt, dass die Aufsicht und Verwaltung der Landeskindergärten in die Kompetenz der Schulamtsleiter fällt. Ein Großteil des Gesetzes wurde mit der Reform der Unterstufe vom Jahre 2008 abgeändert. Diese sieht die Autonomie der Kindergärten vor, führt neue Gremien ein und erklärt den Kindergarten zur ersten Bildungsstufe. Mit Beschluss Nr. 3.990 vom 3. November 2008 wurden auch die Rahmenrichtlinien des Landes für die deutschsprachigen Kindergärten genehmigt.
Acht Direktionen verwalten heute den deutschen Kindergartenbereich in Südtirol. Die pädagogische Arbeit leisten über 2.000 Bedienstete. 12.000 Kinder besuchen die einzelnen Kindergärten im Land.

### Schulfürsorge
Das Landesgesetz Nr. 7 vom 31. August 1974 regelt die Schulfürsorge und damit die Maßnahmen zur Sicherung des Rechts auf Bildung. Die Ziele dieses Gesetzes: eine echte Chancengleichheit im Bildungsbereich sichern, wirtschaftliche und soziale Hindernisse zu beseitigen und allen Fähigen, auch wenn sie mittellos sind, die Erreichung der höchsten Studiengrade zu ermöglichen.
Dieses wichtige Gesetz gab allen Jugendlichen in Südtirol die Möglichkeit, eine Oberschule oder eine Ausbildung im Rahmen der Berufsbildung zu absolvieren und auch eine Hochschule zu besuchen. Dazu sieht es eine ganze Serie von Maßnahmen in verschiedenen Bereichen vor:
- ordentliche und außerordentliche Studienbeihilfen
- Schulausspeisungen – Mensa
- Schulbücher
- Schülertransport
- Versicherungen
- Wohnmöglichkeiten, Schülerheime
- Sommerbetreuung von Kindern
- Maßnahmen zugunsten von Kindern mit Beeinträchtigung

Auf der Grundlage dieses Gesetzes entstanden mehrere Schülerheime und unzählige Mensen, es wurde ein großzügiges Stipendienwesen für Oberschüler sowie Hochschüler aufgebaut, Maßnahmen im Bereich des Schülertransportes gesetzt, die ihresgleichen in Europa kaum zu finden sind, es wurden Versicherungsverträge für Lehrpersonen sowie für Schüler abgeschlossen, sogenannte Bücherschecks eingeführt, mit denen den Eltern der Kauf von Schulbüchern erleichtert wird. Schlussendlich folgte auch der Ausbau von Sommerkindergärten und Sommerschulen. 
Das Gesetz enthält eine ganze Reihe von Kriterien und Detailregelungen für die verschiedenen Anspruchsberechtigten und die Umsetzung der einzelnen Fürsorgemaßnahmen. Diese betreffen die Wettbewerbe für die Studienbeihilfen, die Einrichtung von Schulausspeisungen durch die Gemeinden, die vom Land im Ausmaß von 40 Prozent bezuschusst werden, die Kriterien für den Schülertransport, die Details für die Versicherungen von Lehrpersonen und Schülern sowie die Sommerbetreuung.

### Schulbauten
Die erste gesetzliche Regelung in Umsetzung der neuen Zuständigkeiten war das „Vierjahresprogramm zur Finanzierung von Schulbauten“ mit Landesgesetz Nr. 21 vom 21. Juli 1977, das 40 Milliarden Lire für Bauten von Schulen und Kindergärten bereitstellte. Eine Neuregelung brachte das Landesgesetz Nr. 37 vom 16. Oktober 1992 über die neuen Bestimmungen zu den Vermögensgütern im Schulbereich. Dieses Gesetz bestimmt, dass Planung, Bau, Instandhaltung und Einrichtung von Kindergärten, Grund- und Mittelschulen in die Kompetenz der Gemeinden fallen, während jene der Oberschulen und Berufsschulen zum Zuständigkeitsbereich des Landes gehören. Es enthält auch Regelungen über die Benutzung der Schulgebäude für schulische und außerschulische Tätigkeiten und für den Ankauf von Einrichtungsgegenständen.
Von großer Bedeutung sind die Schulbaurichtlinien, die in letzter Version mit Dekret des Landeshauptmanns Nr. 10 vom 23. Februar 2009 genehmigt worden sind und in nicht weniger als 111 Artikeln beschreiben, wie Schulen, Schulräume, Schulhöfe, Sportstätten und didaktische Räume gestaltet sein sollen. Dabei wird den Schulen auch ein Mitspracherecht eingeräumt. 

### Berufsbildung
Es gab in Südtirol schon vor dem Autonomiestatut ein ausgeprägtes Berufsschulwesen, vor allem im Bereich der Lehrlingsausbildung, dem sogenannten dualen System. Da Italien in diesem Bereich keine Tradition hatte, wurden die gut funktionierenden dualen Ausbildungssysteme von Österreich, Deutschland und der Schweiz übernommen. Auf der Grundlage eines Staatsgesetzes regelte das Landesgesetz Nr. 3 vom 7. Oktober 1955 die Ausbildung der Lehrlinge. Dabei wurde zwischen einer reinen Berufsausbildung, bei der nur die Fächer gelehrt werden, die direkt mit dem Beruf zusammenhängen, und einer technischen Berufsbildung unterschieden, die mehr Theorie und allgemeinbildende Fächer vorsah. In der ersten Phase war die Berufsbildung größtenteils Lehrlingsausbildung, die Schulen waren Landeseinrichtungen.
Im Jahre 1973 wurden mit Dekret des Präsidenten der Republik, Nr. 689, die Bereiche Berufsbildung, Lehrlingsausbildung und alle damit zusammenhängenden Aufgaben und Zuständigkeiten dem Land übertragen. Alle staatlichen Stellen, die sich bis dahin mit Berufsbildung beschäftigt haben, haben diese Kompetenzen an Landesämter übertragen.
Der Staat hat im Jahre 1998 die Berufsbildung reformiert und mehr Vollzeitschulen errichtet. Dieser Bildungszweig hat sich in Italien aber nie richtig durchgesetzt. Die Fachoberschulen und Lehranstalten haben auf Staatsebene über Jahrzehnte zu einem großen Teil die berufliche Ausbildung übernommen. Das Ziel der Jugendlichen und Eltern in Italien war und ist größtenteils heute noch eine Oberschule mit Matura. 
Anders haben sich die Dinge in Südtirol entwickelt. Das Berufsschulwesen wurde ständig ausgebaut, mit starker Konzentration auf die Vollzeitausbildung gegenüber der Lehrlingsausbildung. Ein gutes Drittel der Abgänger der deutschsprachigen Mittelschulen macht eine Berufsausbildung. Im italienischen Bereich sind es knapp über zehn Prozent. Daneben hat sich eine dritte, bescheidene Ausbildungsschiene etabliert, die Haus- und Landwirtschaftsschulen, die heute von etwa 1.000 Schülern besucht werden (die Zahlen betreffen die deutschsprachigen Hauswirtschaftsschulen). 
Das Landesgesetz Nr. 40 vom 12. November 1992 über die Ordnung der Berufsbildung hat neue Weichen für die Berufsbildung gestellt und die letzten zwanzig Jahre erfolgreich geprägt. Zielsetzungen dieses Gesetzes sind die Förderung der Berufsbildung im Einklang mit dem wirtschaftlichen und technischen Fortschritt, um die Wettbewerbsfähigkeit des Wirtschaftsstandortes zu stärken und die Beteiligung der Arbeitnehmer zu erleichtern. Dieses Gesetz sieht eine breite Palette von Ausbildungsmaßnahmen und berufsvorbereitenden und berufsbegleitenden Bildungsangeboten vor, regelt die Planung und die Durchführung der Bildungsmaßnahmen sowie Einschreibungen, Kurs- und Prüfungsprogramme. Es setzt eine Landeskommission und ein Fachkomitee für die Berufsbildung ein, regelt die Betriebspraktika, die Diplomprüfungen und die Finanzierung. An die dreijährigen Vollzeitschulen, die mit einer Fachprüfung abschließen, wurde ein viertes Spezialisierungsjahr angehängt. Seit einigen Jahren wird die Matura im Rahmen der Berufsbildung angeboten.
In den letzten zwanzig Jahren wurden ein Dutzend Berufsschulen im ganzen Lande gebaut, darunter mehrere Hotelfachschulen. Über 10.000 Berufsschülerinnen und Berufsschüler aller Sprachgruppen Südtirols besuchen einen Vollzeit- oder einen Lehrlingskurs. 
Das Lehrlingswesen, das ja auch zur Berufsbildung zählt, bei dem das Land aber nur konkurrierende Befugnis hat und sich an die staatlichen Gesetze anhängen muss, wurde mit Landesgesetz Nr. 2 vom 20. März 2006 „Ordnung der Berufsbildung“ neu geregelt. Da der Staat diesen Bereich vor kurzem völlig umgestaltet hat, musste das Land nachziehen und nahm mit Landesgesetz Nr. 12 vom 4. Juli 2012 eine Neuordnung des Lehrlingswesens auf Landesebene vor.

### Institut für Musikerziehung und Musikschulen
Obwohl dieser Bildungsbereich im Autonomiestatut nicht vorgesehen ist, hat das Land nach österreichischer Tradition bereits vor 35 Jahren eigene Musikschulen im ganzen Lande errichtet. Inzwischen sind es über vierzig mit über 4.000 Schülern, vom Kindergartenalter bis zur Matura. 
Mit Landesgesetz Nr. 25 vom 3. August 1977 wurden die Institute für Musikerziehung der drei Sprachgruppen errichtet: „Zum Zwecke der Förderung und der Verbreitung des Gesanges und der Musik, die als Mittel der Erziehung und kulturellen Entwicklung zu verstehen sind“ (Art. 1 des Gesetzes). Seit September 2012 sind die Musikinstitute in die Bildungsressorts integriert.

### Schulbibliotheken
Das öffentliche Bibliothekswesen und die Schulbibliotheken haben in Südtirol ebenfalls einen sehr hohen Standard. Der rechtliche Grundstein dafür ist das Landesgesetz Nr. 17 vom 7. August 1990 „Maßnahmen zur Förderung der Schulbibliotheken“.

## Bildungsbereiche mit sekundärer Befugnis
Für die Umsetzung der Grundsätze und Schwerpunkte der Zuständigkeiten im Bildungsbereich mit sekundärer Befugnis, die den Unterricht an Grund- und Sekundarschulen umfassen, mussten Durchführungsbestimmungen erlassen werden. Es gab drei grundlegende Gesetze, die den Grundstein für eine eigenständige Schulpolitik gelegt haben. Das DPR (Decreto del Presidente della Repubblica) Nr. 116/1973, die erste Durchführungsbestimmung zum Bildungsbereich, hatte fast überhaupt keine Auswirkungen. Von Bedeutung in jener Zeit war nur die Errichtung der Schulämter mit Landesgesetz vom 22. April 1975, Nr. 22. Diese wurden am 16. September 1975 feierlich eingesetzt.
Die zweiten Durchführungsbestimmungen zur Schule, das DPR Nr. 89 vom 10. Februar 1983, setzte dieses Dekret allerdings gänzlich außer Kraft und sieht unter anderem Folgendes vor:
- Die Verwaltung im Bereich Kindergarten und Schule wird von der Provinz Bozen ausgeübt.
- Grund- und Sekundarschulen sind ihrem Wesen nach Staatsschulen.
- Das Inspektions-, Direktions- und Lehrpersonal ist in jeder Hinsicht Staatspersonal.
- In Südtirol werden eigene Stellenpläne für das Lehrpersonal erstellt.
- Für die Errichtung und Auflassung von Grund- und Sekundarschulen ist das Land zuständig.
- In den Grund- und Sekundarschulen ist der Unterricht der jeweiligen Zweitsprache vorgeschrieben. Die Lehrpersonen müssen den Zweisprachigkeitsnachweis besitzen.
- Das Recht der Eltern, ihre Kinder in eine Schule der drei Sprachgruppen einzuschreiben, darf keinen Einfluss auf die Unterrichtssprache haben.
- Bei Änderungen von Lehr- und Prüfungsplänen muss das Gutachten des Nationalen Schulrates eingeholt werden.
- Die Bedeutung des Religionsunterrichtes in Südtirol wird besonders hervorgehoben. In der Pflichtschule können bis zu zwei Wochenstunden dafür verwendet werden. Ein eigener Religionsinspektor wird ernannt.

Diese zweiten Durchführungsbestimmungen hatten größere Auswirkungen. Der Bereich des katholischen Religionsunterrichtes und die Anstellung der Religionslehrer wurden neu geregelt und eigene Lehrpläne für den Religionsunterricht ausgearbeitet. Von großer Bedeutung war die Errichtung der Pädagogischen Institute mit Landesgesetz Nr. 13 vom 30. Juni 1987. Ende 2010 wurde es in den Bereich Innovation und Beratung umgewandelt und ist für Fortbildung, pädagogische Forschung und Schulentwicklung zuständig. 
Eine Wende kam mit den dritten Durchführungsbestimmungen, dem Gesetzesvertretenden Dekret (GVD) Nr. 434 vom 24. Juli 1996, das unter der Bezeichnung „Schule zum Land“ bekannt wurde. Dieses Dekret übernahm den größten Teil der zweiten Durchführungsbestimmungen vom Jahr 1983 und brachte folgende grundlegende Neuerungen mit sich:
- Das Personal bleibt beim Staat angestellt. Die Zuständigkeiten im Bereich des Dienst- und Besoldungsrechts werden dem Land übertragen.
- Für die Errichtung und Auflassung von Schulen muss das Land eigene Schulverteilungspläne erstellen.
- Die Änderungen von Lehr- und Prüfungsplänen sowie der Unterrichtszeiten verfügt das Land mit eigenem Gesetz.
- Bei Durchführungsbestimmungen zu Staatsprüfungen muss das Land das Unterrichtsministerium nur mehr anhören. Das Land kann die Präsidenten und Mitglieder der Maturakommissionen ernennen und hat eine Mitsprache bei der Festlegung der Prüfungsfächer.
- Das Land kann eigene Kollektivverträge für das Direktions- und Lehrpersonal aushandeln, muss sich aber an das Grundgehalt des Staates und die sozial- und rentenrechtlichen Bestimmungen halten. In jedem Fall kann das Land – mit bindendem Gutachten des Unterrichtsministeriums – sowohl das Dienst- als auch das Besoldungsrecht eigenständig regeln.
- Die Wettbewerbsklassen können vom Land im Einvernehmen mit dem Ministerium abgeändert oder neu festgelegt werden.
- Die Ernennung der Schulamtsleiter wird neu geregelt und auf fünf Jahre begrenzt. Es wird auch bestimmt, dass die Schulamtsleiter in Südtirol dieselben Befugnisse ausüben wie die Schulamtsleiter auf Staatsebene, außer ein Landesgesetz verfügt das anders.

Alle Detailbereiche von Unterricht und Schule wurden seither durch eigene Landesbestimmungen neu geregelt. Dabei kam es öfters vor, dass der Staat die Südtiroler Gesetze beim Verfassungsgerichtshof angefochten hat und einige als verfassungswidrig erklärt wurden, wie zum Beispiel jenes über die Berufsmatura und die Durchlässigkeit zwischen Berufsschulen und Oberschulen.